# Историја сликарства
Историја сликарства  од првих манифестација у палеолиту до савременог доба. Сликарство је умјетност представљања слика било реалистичних, фиктивних или, једноставно апстрактних на површинама различите природе, путем пигмената мјешаним са другим супстанцама које могу бити органског или синтетичког поријекла.

## Материјали, технике и стилови
Током историје сликарство је усвајало различите форме у зависности од употребе различитих материјала и техника. До 20. вијека било је базирано на умјетности цртежа. На западу, фреско сликарство које је достигло свој врхунац крајем средњег вијека и почетком ренесансе, базирано је на наношењу боје на свјежи или суви гипсани малтер. Други варијатитет древног поријекла је сликарство темпере, које се састојало од наношења боје темпере на припремљену подлогу, обично платна или дрвене плоче, настале мјешањем пигмента са жуманцетом јајета. У вријеме ренесансе уљане боје замјењују фреско и сликарство темпере. Традиционално се сматрало да је уљана техника развијена крајем средњег вијека и да су њени творци фламанска браћа Јан ван Ајк и Хуберт ван Ајк, међутим, данас се вјерује да је развијена много раније. Друге сликарске технике су енкаустика, гваш и акварел. У другој половини 20. вијека раширила се употреба акрилних боја на воденој бази, које се суше веома брзо и не тамне пролазом времена.
Током вијекова, смјењивале су се различите методе и умјетнички стилови, као и теорије у вези сврхе умјетности а које су се, у неким случајевима, поново јављале у каснијим епохама у нешто измјењеном облику. У вријеме ренесансе фреско сликарство на зидовима, замјенило је штафелајско сликарство у уљу, али је сликање на зиду постало актуелно у 20. вијеку међу мексичким муралистима, од којих се истиче Дијего Ривера. Потреба за изразом снажних емоција уједињује врло различите сликаре, како по епохи тако и по стилу, као што је случај са Ел Греком из 16. вијека и њемачким експресионистима у 20. вијеку. Супротно покушајима експресиониста да разоткрију унутрашњу стварност личности, увијек је било сликара који су тежили да што вјерније представе спољашњу стварност која нас све окружује. Реализам, симболизам, академизам и романтизам, су се смјењивали током историје, откривајући значајне и разнолике утицаје и афинитете међу самим умјетницима.

## Праисторијско и античко сликарство
Најстарије познате слике су насликане на зидовима пећина које су служиле као склониште људима прије неких 30.000 година у вријеме палеолитског доба, а срећемо их у западној Европи, субсахраској Африци и на југу континента, као и у Аустралији и Русији на подручју Урала. У неким зонама као што је случај са Средоземљем, развој сликарства се наставио и у неолиту.

### Пећинско сликарство
Слике које су сачуване у пећинама Алтамире у Шпанији и Ласко на југу Француске, представљају, са невјероватном прецизношћу, бизоне, коње и срндаће. Реализоване су пигментима који су добијани из прашине различитих земљаних минерала и мјешани са животињском машћу, бјеланцетом јајета, екстрактима из биљки и чак са крвљу. Те мјешавине су онда наношене прстима, дрвеним штапићима или директним дувањем на зид пећине. Ове слике су засигурно имале своју функцију у магичним ритуалима пећинског човјека, међутим, није нам позната њихова стварна природа. На примјер, у једној пећинској слици у Ласкоу, представљен је један човјек међу животињама поред више тамних тачкица, што је у неку руку доказ постојања духовне свијести и способности да се она изрази путем слика, знакова и симбола.

### Египатско сликарство
Прије више од 5000 година, египатски умјетници су сликали зидове гробница фараона приказујући митолошке и мотиве свакодневнице као лов, риболов, ратарство или светковине. Као што је случај са египатским вајарством и у сликарству се јављају двије стилистичке константе. На првом мјесту, слике више концептуалне него реалистичне природе, представљају најкарактеристичне црте анатомије човјека, комбинацијом анфаса и профила исте фигуре. На другом, скала представљених фигура указује на њихову важност у друштву, те је тако фараон увијек виши од осталих фигура.

### Минојско сликарство
У вријеме минојског периода, живим колоритом, декорисани су зидови палата на Криту и такође керамика. Позната фреска „Скок преко бика“ (око 1500. године п. н. е., Арехолошки музеј Ираклиона), рекреира једну ритуалну игру између људи и бикова. Морски живот је такође честа тема сликарства овог периода што је видљиво у случају фреске на зиду палате легендарног краља Миноса у Кнососу, гдје су насликани делфини или, на једном ћупу октопода на чијој површини таласају његови пипци дефинишући и истичући његову форму (такође око 1500. године п. н. е., Археолошки музеј Ираклиона).

### Старогрчко сликарство
Са изузетком неких мањих фрагмената, до нашег времена нису сачувани мурали Старих Грка. Ипак, натуралистичне представе митолошких сцена које срећемо у грчкој керамици, могу нам дати неку идеју о томе како је изгледало зидно сликарство. У хеленистичко доба, сцене и мотиви представљени у мозаицима такође могу послужити као ехо монументалних слика које су засигурно рађене у другим техникама и које нису стигле до нашег времена.

### Римско сликарство
Римљани су декорисали своје виле подовима украшеним мозаицима и фрескама на којима су представљени ритуали, митови, пејзажи, мртве природе и сцене свакодневнице. Римски умјетници су постизали илузију стварности употребљавајући технику познату под именом ваздушна перспектива, путем које се удаљени објекти представљају загаситим бојама и замагљеним контурама како би се постигао ефекат дубине простора. У археолошким ископавањима која су реализована у Помпеји и Херкуланеуму, мјеста која су била затрпана након ерупције Везува 79. године, откривена је једна читава колекција римског сликарства, секуларне и религиозне природе.

## Ранохришћанско и византијско сликарство
Примјери палеохришћанског сликарства који су сачувани до данас потјечу из 3. и 4. вијека и ријеч је о фрескама из катакомби на којима су приказане сцене из Новог завјета, које имају за карактеристике стилизацију и одређене трагове утицаја из античке умјетности. На примјер, Исус је представљан као фигура Доброг пастира, што је својеврсна адаптација представа грчког бога Хермеса у античкој умјетности. За представљање васкрсења употребљавана је прича о јеврејском пророку Јони који се ослобађа од кита, према Старом завјету. Међу најнеобичнија дјела овог ранохришћанског периода спадају мозаици у црквама у Равени у Италији из 6. вијека, међу којима се истичу они из цркве Сан Витале, гдје су представљене како духовне тако и свјетовне теме. Стилизоване и издужене фигуре које декоришу зидове цркве, гледају у посматрача раширених очију и изгледају као да лебде у простору и времену.
Овај начин представљања хришћанске иконографије је постао карактеристичан за византијску умјетност и стил се отада веже за Источно римско царство са сједиштем у Константинопољу које је трајало од 330 до 1453. године. Византијски стил се такође јавља у иконама, традиционалним православним сликама на плочи од дрвета, које су намјењене обожавању Христоса, Дјевице и светитеља. У рукописима како религиозне тако и секуларне природе, као што је случај са текстовима Вергилија (из IV или с почетка V вијека, Ватиканска библиотека, Рим), или хришћанским текстовима, видљиви су утицаји грчко-римског стила.

## Средњовјековно сликарство
Умјетност средњег вијека која се развила изван Византијског царства и у оквиру сјеверних граница римског свијета, може се класификовати по својим изразитим стилистичким карактеристикама. Келтска умјетност, која се развијала између V и IX вијека, у манастирима раличитих зона Британских острва, поврх свега се базирала на сложеним калиграфским цртежима. Рађени су осликани рукописи са богатом декорацијом, као што је случај са Јеванђељем из Линдисфарна (око 698-721. године, Британски музеј, Лондон), са врло детаљним линеарним мотивима и плановима, у којима се комбинују келтски и германски елементи. У периоду романике, за вријеме XI и XII вијека, у осликаним рукописима са сјевера Европе, није видљив неки посебан стил; једне је карактерисала инспирација из класике, док је на другим видљив један нови стил енергичног цртежа. У готском периоду који слиједи, почев од краја XII вијека па све до почетка ренесансе у Италији, уводи се широк репертоар техника и сликарство престаје да буде искључиво везано за манастире.

### Готско сликарство
Током раног периода готике, структуре катедрала су ставиле већи нагласак на прозоре, тако да је, у готском периоду, умјетност витража одиграла већу улогу од осликаних рукописа. Секуларни умјетници су отворили своје радионице у Паризу и другим већим европским умјетничким центрима, радећи осликане рукописе за клијенте из краљевских породица. До нашег времена су сачуване слике са секуарном тематиком, посебно рађене у Италији. У градској палати у Сијени, Амброђио Лоренцети је, између 1338. и 1339. године, насликао фреске на којима су представљени мотиви из свакодневнице са грађанима и сељацима као протагонистима. У сали грађанског савјета исте палате, чува се један портрет коњаника који је насликао Симоне Мартини, на ком је представљен један локални војни херој са својим војним логором као позадином.

### Међународни готски стил
Спој умјетничких традиција са сјевера Европе и Италије, почетком XV вијека, познаје се под именом међународни готски стил, или интернационална готика. Међу обиљем карактеристика које дефинишу сликарство овог периода налази се посебна пажња посвећена детаљима која показује сликарево оштроумно посматрање људи и природе. У првој деценији 1400-их, Браћа Лимбург су се преселила из Фландрије у Француску. Ту су, за Жана од Француске, војводе од Берија, израдили једну изузетну књигу (осликани, односно илустровани рукопис), календар: Молитвеник Војводе од Берија, (1413—1416, Војводски музеј, Шантили, Француска). Сматра га се једним од најзначајнијих дјела међународног готског стила и у њему су илустроване сцене из свакодневнице и посебних активности како племства тако и сељака. Такође је ријеч о једном својеврсном документу о начину облачења, обичајима и архитектури епохе.

### Ђото
С друге стране, неких 100 година прије Браће Лимбург, италијански сликар Ђото ди Бондоне, већ је дао људској фигури монументалну величину и понос, чинећи је протагонистом историје. Ђото је својим дјелом направио револуцију у италијанском сликарству, а његова открића, заједно са открићима других италијанских умјетника, била су од великог утицаја на сликарство са сјевера Европе. У капели Арена у Падови, чувају се изузетне фреске које је насликао Ђото, у периоду између 1305. и 1306. године, чија је тематика концентрисана на живот Исуса и Богородице. Такође је сликао олтарне слике на дрвету великог формата, као и многи други сликари с краја епохе средњег вијека.

## Ренесанса
Под појмом ренесанса се подразумјева културна револуција из 15. и 16. вијека која има своје корјене у Италији а карактерише је буђење поновног интересовања за културу Старе Грчке и Рима и снажна вјера у појединца и његове вриједности. С једне стране се исказује поштовање достигнућима антике, али се у исто вријеме јавља један културни и интелектуални препород.
У вријеме ренесансе, умјетници су сматрани занатлијама, исто као и у средњем вијеку, али их се сада по први пут види као независне личности, у истом рангу са пјесницима и писцима. У том моменту умјетници траже виши друштвени статус и заузимају један другачији интелектуални став, умјетника као теоретичара, осим извршиоца умјетничких дјела, који ће прогресивно јачати током периода. У потрази за новим рјешењима за визуелне и формалне проблеме, многи од њих ће реализовати и научне експерименте. У том контексту ће се развити линеарна перспектива, гдје се паралалне линије представљају тако де се спајају у једној тачки недогледа. Као резултат овог открића, умјетници ће постати захтијевнији у третману пејзажа, придајући већи значај начину на који се представља дрвеће, цвијеће, биљке, удаљеност међу планинама и небо са својим облацима. Умјетници сада студирају ефекте природне свјетлости, као и начине на које око опажа различите природне елементе. Такође ће развити ваздушну перспективу, по којој објекти губе своје обрисе и боју, што се више удаљавају од човјековог ока. Сликари са сјевера Европе, посебно Фландријци, били су напреднији од својих италијанских колега у представљању пејзажа, а допринијели су развоју умјетности у читавој Европи уводећи уље као једну нову сликарску технику.
Иако се портрет успоставио као посебан жанр половином 15. вијека, сликари ренесансе су досегли врхунац у другој врсти сликарства, историјског и наративног карактера, гдје се фигуре налазе контекстуализоване у један пејзаж или позадину, а тема су одломци из класичне митологије или хришћанске традиције. У једном одређеном контексту, сликар је представљао мушке, женске и фигуре дјеце у различитим позама и са различитим емоционалним реакцијама и стањима расположења.
Око 1427. године, италијански сликар Мазачо, један од највећих иноватора овог периода, у капели Бранкачи – која се налази у цркви Санта Марија дел Кармине у Фиренци – насликао је низ фресака које откривају његово познавање људског понашања а које у исто вријеме показују његово велико познавање античке умјетности. У фресци на којој је приказан Изгон из раја, Адам и Ева изгледају истински постиђени; поза у којој је приказана Ева, покушавајући рукама покрити своје тијело, дијелом је заснована на карактеристичним покретима примјера из класичног вајарства у којима су приказиване како грчка Афродита тако и римска Венера.

### Сликарство кватрочента (ране ренесансе)
Први велики сликар италијанске ренесансе је Мазачо, стваралац једног новог концепта натурализма и израза фигура, као и употребе линеарне и ваздушне перспективе. Његово сликарство је реалистично, трезвено и јасно дефинисано, скоро сто година испред манира великих сликара 16. вијека. Упркос краткој каријери (умро је у 27. години живота), Мазачово дјело је имало велики утицај на ток умјетности која слиједи. Фреске (око 1427. године), сликане за капелу Бранкачи у Цркви Санта Марија де Кармине у Фиренци на којима су представљене епизоде из живота Светог Петра, показују револуционаран карактер његовог дјела, нарочито видљив у начину употребе свјетла. У једној од најпознатијих сцена из овог циклуса фрески, Плаћање пореза, Мазачо представља фигуре Христоса и апостола са једним новим осјећајем за достојанство, монументалност и префињеност. Фреске из Капеле Бранкачи, биће инспирација сликарима наредних генерација, укључујући и самог Микеланђела. У фрески Свете Тројице (око 1420 — 1425. године, Санта Марија Новела у Фиренци), примјеном Брунелескијевих открића у вези линеарне перспективе, Мазачо по први пут ствара илузију простора у слици.
Правац који је зацртао Мазачо, слиједиће његови савременици као што је Паоло Учело, који ће дати већу снагу линеарној перспективи. Међу његовим најбољим дјелима налазе се три верзије „Битке код Сан Романа“, гдје фигуре показују оштра скраћења. Та дјела се данас налазе у три музеја, Галерији Уфичи у Фиренци; Националној галерији у Лондону; и Лувру у Паризу. Такође је насликао једну велику фреску за катедралу у Фиренци, 1436. године, која симулира један споменик у бронзи. Овај начин представљања има свој преседан у староримској умјетности а поново се јавља у скулптури Донатела. Други мајстор из истог периода је Фра Анђелико, доминикански фратар, у чијем префињеном стилу налазимо средњовјековне форме које се смјењују са почетним формама новог стила ренесансе, све рјешено деликатном употребом боје. Дјело Фра Анђелика одликује елеганција вјерске духовности које, иако још увијек средњовјековног духа, чине и нове форме ренесансе као што је случај са Благовјестима (1430—1432. године, Музеј Прадо, Мадрид). Био је посебно инвентиван у представљању пејзажа. Његово дјело су такође серија фрески које је насликао уз помоћ својих колега, доминиканских фратара, за манастир Сан Марка у Фиренци.
Фиренца је била епицентар умјетничке ренесансе у Италији, мада су и други региони били сценарији из којих су произашли важни мајстори током цијелог периода. Пизанело, родом из Вероне, радио је за неколико малих грофовина као што је грофовина Гонзага у Мантови или грофовина Исток у Ферари. Пизанелов стил је врло префињен, лиричког карактера и течнији у односу на Мазачов. Међу његовим дјелима се налази серија портрета на бронзаним медаљонима који су били врло тражени међу његовим аристократским меценама. Јакопо Белини се сматра умјетником који је увео ренесансу у Венецију која ће касније постати ривал Фиренци. Иако је сачувано врло мало његових дјела, сачувани су цртежи који се сматрају јединственим по броју и сложености израде. Јакопо је био отац двојице мајстора ренесансе наредне генерације, Ђентила и Ђованија Белинија, и свекар другог умјетника, Андреа Мантење.
Други велики сликар кватрочента, дуго времена заборављен а у наше вријеме сматран једним од најважнијих сликара епохе, јесте Пјеро дела Франческа који је такође написао више трактата из перспективе и математике. Претпоставља се да је младост провео у Фиренци, међутим, каријеру је развио у другим италијанским градовима. Пјеров стил се може видјети у циклусу фрески Легенда крста, насталих око 1453. године, рађених за хор Сан Франческо у Арецу. Његов одмјерени геометријски стил подсјећа на монументалност умјетности Мазача, али за разлику од Мазачовог, више је апстрактан и дистантан. Пјерове композиције су конструисане са геометријском прецизношћу која његовим сликама даје осјећај чврстоће и мирноће. На крају своје каријере употребљавао је подједнако технике темпере и уља. Утјецај Пјера дела Франческе на сликаре наредних генерација је велики, а у 20 вијеку, неки савремени сликари као што је Балтус, сматрали су га референтним моделом за своју умјетност.

### Друга генерација сликара ренесансе
У посљедњим деценијама 15. вијека, главне иновације умјетности ренесансе – овладавање линеарном и ваздушном перспективом, важност пејзажа, представљање индивидуалних фигура и ригурозна разрада композиције – биле су консолидоване и унапријеђене. У Фиренци, умјетници Антонио Полајуоло и Андреа дел Верокио, примјећују сложеност људске анатомије и раде директне студије људског тијела. Како вајари тако и сликари, стављају посебан нагласак на мишиће, као у Полајуоловим дјелу „Мучење св. Себастијана” (1475, Национална галерија у Лондону). Полајуоло је такође израдио двије важне гробнице у бронзи за двојицу папа: Сикста V (1484—1493) и Иноћентија VIII (1493-1497), обе у Базилици Светог Петра у Риму. Преокупације Полајуола и Андреа дел Верокиа, касније ће преузети велики ученик посљедњег, Леонардо да Винчи, чија се научна и умјетничка истраживања налазе међу најважнијим у цијелој ренесанси. Полифацетични Леонардо је култивисао све умјетности и друге научне и инжењерске дисциплине.
Међу најрепрезентативнијим сликарима друге генерације на сјеверу Италије, истичу се Андреа Мантења у Падови и Ђовани Белини у Венецији. Мантења, који је неко вријеме радио у Верони и у Риму, провео је највећи дио своје каријере радећи захваљујући покровитељству војводске породице Гонзага у Мантови. Фреско декорација Дома мужева (1464–1474) у војводској палати, сматра се једним од мајсторских дјела. Мантења је овдје проширио границе слике тако што је прекрио зидове и плафон једном сједињеном схемом композиције, због чега се стиче утисак да је ријеч о много већем простору него што у стварности јесте. Разлика између стварног и илузорног је замагљена и конфузна. Његове оптичке илузије су увелико имитирали сликари у два наредна вијека, нарочито када се радило о великим барокним плафонима цркава и палата.
Озбиљни стил Мантење, нервозног потеза, богате модулације и смјеле употребе перспективе, утицао је на умјетност његовог брата Ђованија Белинија, који је радио искључиво у Венецији. Белини ће такође имати велики утицај не само преко својих изузетних слика, већ такође као учитељ неких од сликара наредних генерација, међу којима су Себастијано дел Пјомбо, Ђорђоне и Тицијан. Свијетле, богате и јаке боје које је Белини уврстио у своју палету, постале су суштинска карактеристика по којој се идентификује наредна генерација венецијанских сликара. Свијетли венецијански колорит је контрапункт линеарном фирентинском стилу. Олтар св. Гиобе (1488. Академија у Венецији), је једно од најбољих Белинијевих дјела. Живахан колорит, замагљени обриси и фигуре представљене у једној атмосфери скоро позлаћене свјетлости, су карактеристика овог посљедњег стила. Такође је био врстан сликар пејзажа, жанра који се убрзо претворио у специјалитет венецијанских сликара. Именован је за званичног сликара палате дужда у Венецији, и убрзо је постао њихов главни портретиста. Један изванредан примјер је портрет дужда Леонарда Лореданума (1501, Национална галерија у Лондону). Његов престиж се ширио изван граница Италије, тако да је у Венецију привукао Албрехта Дирера, с којим је размијенио идеје и дјела. Белини је промовисао сликарство у уљу, умјесто темпере на зиду; у 16. вијеку уљано сликарство ће постати најчешће употребљавана техника.
Другу генерацију сликара представља Сандро Ботичели, умјетник који је уживао покровитељство Медичија у Фиренци. Његов, лирски, течни и често декоративни стил обухвата религиозне и паганске теме. Његове слике су под великим утицајем неоплатонске мисли, по којој се хришћанске идеје могу помирити са идејама античке класике. Ботичелијева два најпознатија дјела, оба у галерији Уфици су „Рођење Венере’’ (након 1482) и „Прољеће’’ (око 1478). Модел за фигуру у Рођењу Венере потјече из античког вајарства, али је богиња овдје приказана како у стојећем ставу извире из блиједоплавог мора. Ботичели истиче обрисе фигуре једном линијом која им обезбјеђује посебну елегантност, међутим тек у одређеним и малобројним ситуацијама користи свјетло-сјену (кјароскуро).

### Умјетници чинквечента (cinquecento)
Умјетници наредне генерације су били одговорни за уздизање умјетности у њен најплеменитији израз. Овај период, који обухвата 16. вијек, почиње са Леонардом да Винчијем, у моменту када се овај враћа из Милана у Фиренцу, 1500. године. Ту је срео младог Микеланђела који ће исклесати познату статуу Давида (1501-1504, Академија у Фиренци). Ово емблематично дјело ће убрзо постати не само симбол града Фиренце, већ такође симбол ренесансе. Давид као представа моћи и снаге има све неопходне састојке, али га је Микеланђело одобрао да покаже његову самоконтролу у моменту прије сусрета са Голијатом, као што је Леонардо учинио са фигурама апостола у Посљедњој вечери (1495-1497, Санта Марија у Милану), када је одабрао моменат тачно тек што је Христос рекао присутнима да ће га један од њих издати. За вријеме чинквечента, умјетници су покушали свести своје теме на чисту суштину; секундарне карактеристике, детаљи и анегдоте су служиле да привуку пажњу посматрача како би га усмјерили на саму суштину теме.
Умјетнички епицентар овог периода је био Рим и двор Јулија II, који је запослио најбоље архитекте и умјетнике за своје амбициозне пројекте.
Рафаел, рођен у италијанској регији Умбрија, је међу сликарима који су радили у Риму. Перуђинов ученик, учио је сликарство у Фиренци у исто вријеме када су у њој радили Леонардо и Микеланђело, дајући форму умјетничком језику чинквечента. Рафаел се преселио у Рим 1508. године и остао у њему све до своје смрти, 1520. године. У Риму је постао најпознатији сликар и отворио радионицу у којој је имао мноштво помоћника. Као додатак серији портрета које је урадио, међу којима је портрет папе Јулија II и других истакнутих личности, Рафаел је такође радио на фреско декорацији ватиканских одаја у серији која декорише четири главне просторије Ватикана. Најважнија међу њима је просторија Сигнатура, која садржи фреску под именом Спор, гдје је представљено једно сложено објашњење доктрине Тајне евхаристије. Свештеници дискутују о доктрини у доњем дијелу фреске; над њима Христос у пратњи групе анђела распоређених у полукругу. На суротној страни се налази фреска под именом Атинска школа, гдје је представљена класична филозофија, чинећи пар са Спором, који стоји усправно поред хришћанске теологије. Овдје је композиција хоризонтална, концентрисана на земљи умјесто на небу. Тачка недогледа композиције је иза централних фигура Платона и Аристотела, који су окружени славним мислиоцима из прошлости. Већина тих фигура су у ствари портрети умјетника, савременика Рафеалових. Риједак је случај у сликарству гдје је слика урађена са толиком јасноћом и прецизношћу као што је случај са Атинском школом. За инспирацију, Рафаелу су највјероватније послужиле фреске у Сикстинкој капели које је насликао Микеланђело.
Након што се у Венецији настанио Ђовани Белини, Ђорђоне је отворио своју школу сликарства. Његов стил карактеришу благи обриси, јаке боје и такође персонализоване теме. Његово најпознатије дјело, Олуја (око 1505, Академија у Фиренци), представља један идилични пејзаж са грмљавином у позадини гдје се може видјети једног младића како чува једну жену са малим дјететом.
Тицијан, Белинијев ученик и сљедбеник Ђорђона, био је најтелантованији сликар чинквечента у Венецији и такође супарник Рафаела и Микеланђела. Међу његовим најистакнутијим дјелима налази се „Божанска и овоземаљска љубав” (око 1515 Галерија Боргезе, Рим), алегоријска слика гдје двије жене, једна нага (света љубав) и друга потпуно одјевена (овоземаљска љубав), сједе једна насупрот друге у једном мистериозном амбијенту који евоцира стил Ђорђонеа.

## Барок
Барокна умјетност или умјетност барока, стил који је доминирао западну умјетност и архитектуру отприлике од 1600. до 1750. године. Његове карактеристике су наставиле да трају током прве половине XVIII вијека, ипак тај период је познат под именом рококо. Манифестације барока, јављају се практично у свим европским земљама, али и у шпанским и португалским колонијама у Америци. Појам барок се такође примјењује на књижевност и музику тог периода.

### Поријекло ријечи
Поријекло ријечи барок није сасвим јасно. Могуће је да потјече од португалске ријечи порт. barocco или шпанске шп. barrueco односећи се на једну врсту морских бисера неправилног облика. Ријеч барок је један епитет са негативним конотацијама, настао касније, а у почетку не дефинише стил на који се односи. У сваком случају, крајем XVIII вијека, постао је саставни дио вокабулара умјетничке критике као једна етикета којом се дефинише умјетнички стил XVII вијека, а ког су многи каснији критичари одбацили налазећи га сувише бизарним и егзотичним да би заслужио озбиљну студију. Писци као што је швајцарски историчар Јакоб Буркхарт из XIX вијека, сматрали су га периодом декаденције ренесансе; његов ученик Хајнрих Велфлин, у дјелу Разматрања о историји умјетности (1915), био је први који је указао на суштинске разлике између умјетности XVI и XVII вијека, рекавши да „барок није ни сјај ни декаденција класицизма, већ једна сасвим другачија умјетност’’.
Умјетност барока обухвата многе регионалне особености. На примјер, може изгледати збуњујуће класификовати као умјетнике барока двојицу толико различитих умјетника као што су Рембрант ван Ријн и Ђовани Лоренцо Бернини; ипак, и упркос разликама међу њима, њихово дјело неспорно чине заједнички елементи својствени бароку, као што је брига за драмски потенцијал свјетлости.

### Историјска позадина
Развој умјетности барока, у свим њеним облицима, треба студирати у њеном историјском контексту. Од XVI вијека људско знање о свијету се константно унапријеђује и многа научна открића су утјецала на умјетност; истраживања која је у вези планета спровео Галилео Галилеј, оправдавају астрономску прецизност која је представљена у многим сликама епохе. Око 1530. године, пољски астроном Коперник је разрадио своју теорију кретања планета око Сунца, умјесто око Земље како се дотада вјеровало; ипак, његово дјело, објављено 1543, није било прихваћено све до послије 1600. године. Доказ да Земља није центар свемира, утјецао је на тријумф сликарства пејзажа, у ком се више не јављају људске фигуре. Активна трговина, колонизација Америке и других географских подручја коју су спровеле многе европске земље, дала је подстицај опису бројних дотада непознатих мјеста и егзотичних култура.
Религија је имала пресудан утицај на многе карактеристике умјетности барока. Римокатоличка црква је постала један од његових најутицајнијих мецена, а Контрареформација која је покренута као борба против протестантизма, допринијела је стварању једне емоционалне, узвишене, драматичне и натуралистичне умјетности са јасном намјером ширења вјере. Оскудност у изразу који је промовисао протестантизам у регионима као што су Холандија и Њемачка, објашњава архитектонску упрошћеност карактеристичну за те регионе.
Политичка дешавања такође су утјецала на свијет умјетности. Апсолутистичке монархије Француске и Шпаније промовисале су стварање дјела која својим раскошем и сјајем одражавају величанственост Луја XIV у Француској и Филипа III и IV у Шпанији.

### Карактеристике барока
Међу општим карактеристикама умјетности барока налазе се осјећај за покрет, енергију и напетост. Јаки контрасти свјетла и сјене истичу сценографске ефекте многих слика, вајарских и архитектоснких дјела. Једна снажна вјерска духовност, често се јавља у сценама екстазе, патње и чудотворних појава. Дочаравање огромних пространстава је често у сликарству и вајарству барока; како у ренесанси тако и у бароку, сликари су увијек тежили коректном представљању простора и перспективе. Натурализам је још једна суштинска карактеристика умјетности барока; фигуре у сликама се не представљају као пуки стереотипи већ као индивидуе са властитим карактером. Умјетници су тежили да представе унутрашња осјећања личности, страсти и темперамент на лицима представљених фигура. Интензитет и непосредност, индивидуализам и детаљ умјетности барока —посебно присутан у реалистичном приказу коже и одјеће— учинили су да барок постане један од најукорјењенијих стилова у западној умјетности.

#### Рани барок
Корјени барока се налазе у италијанској умјетности, посебно насталој у Риму с краја XVI вијека. Овдје је универзализам био инспирација за више умјетника у њиховој реакцији против маниристичког антикласицизма и његовог субјективног интересовања за дисторцију, асиметрију, чудне јукстапозиције и интензиван колорит. Најистакнутији умјетници који су били на челу овог раног барока, били су Анибале Карачи и Каравађо. Умјетност Каравађа је примила утицаје од натуралистичког хуманизма Микеланђела и високе ренесансе. У његовим сликама често се јављају стварни призори из свакодневнице, концентрисани на свакодневне активности, али и страствене митолошке и религиозне сцене. Супротно, Карачијева школа је покушала ослободити умјетност од маниризма повратком на јасноћу, монументалност и равнотежу својствену високој ренесанси. Овај барок класициста био је присутан током читавог XVII вијека. Трећи, високи барок, јавио се у Риму око 1630. године и сматра се најкарактеристичнијим стилом XVII вијека због свог енергичног и бујног драматизма.

### Сликарство барока у Италији
У Италији, сликарство, вајарство и архитектура барока еволуирали су полазећи од маниризма. Ова промјена у умјетности је посљедица Концила Трента из 1563. године, који је тражио једну умјетност способну да инструише у вјери и произведе пијетет преко оскудности у умјетничком изразу.
Међу првим и најутицајнијим умјетницима који су почели са систематском реформом маниризма налазе се Карачи. Анибале Карачи, његов брат Агостино и рођак Лудовико били су тројица болоњских умјетника који су имали највећи утицај у Риму, најважнијем умјетничком центру епохе. Анибале, познат већ у Болоњи због свог фреско сликарства, стиже у Рим 1595. године, како би осликао свод салона палате Фарнесио (1597—1600). То је било његово најзначајније дјело али и почетна тачка за даљу еволуцију класицизма барока чији је Анибале био главни претходник. Успјех овог стила је привукао умјетнике као што су Гвидо Рени, Доменичино и Франческо Албани, ученике школе Карачија у Болоњи. Други класицисти, као што су француски сликари Никола Пусен и Клод Лорен, такође су дошли да раде у Риму. У Рим се преселио и Каравађо, који је нашао свог главног супарника у Анибалеу Карачију. Каравађова дјела као што су Зов св. Матеја и Мучеништво св. Матеја (око 1599—1600, Француска црква Сан Луис у Риму), била су веома добро примљена, омогућивши му да постане сматран мајсторем читаве једне школе натуралиста барока. Натурализам се ширио за вријеме прве двије деценије XVII вијека, захваљујући другим италијанским сликарима међу којима су Орацио Ђентилески, његова ћерка Артемисија, Бартоломео Манфреди и Батистело, а нешто касније захваљујући умјетницима странцима који су дошли да раде у Италији, као што су Француз Валентин де Болоњ, Холанђанин Герит ван Хонтхост и Шпанац Хосе де Рибера, звани „Спањолето”. Иако од мање важности за умјетност у Италији након 1630. године, натурализам је одржао свој велики утицај у неким зонама Европе током читавог XVII вијека.
Други кључни моменат у историји сликарства барока десио се крајем 1620-их. Неки умјетници су покушали да уведу један монументални ефекат у своја дјела користећи се представљањем неограниченог простора у слици (илузионизам). Једно од првих мајсторских дјела овог стила барока било је Успеће Богородице (1625—1627), које је Ђовани Ланфранко насликао у огромној куполи цркве Сант Андреа де ла Вале у Риму. Иако је ова фреска имала свог претходника у ренесансним плафонима које је Коређо осликао у Парми, изазвала је дивљење посматрача епохе због својих тромпи (оптичких илузија). Ланфранкова дјела у Риму (1613—1630) и Напуљу (1634—1646), била су од суштинске важности за развој ове врсте сликарства у Италији.

## Претходници модернизма у 19. вијеку
Све форме умјетничког изражавања деветнаестог вијека су на извјестан начин дале допринос карактеру ликовних кретања у савременој умјетности. Чињеница је да се умјетност двадесетог вијека, углавном, може сматрати реакцијом на цјелокупну умјетност, почевши од половине осамнаестог стољећа. Без тог разумјевања немогуће је схватити савремену умјетност као резултат онога што је створено у прошлости.
До средине деветнаестог стољећа умјетнике су директно инспирисале визуелне појаве у свијету који их окружује. Међутим, проналаском фотографског апарата, наука их је ослободила обавезе да опонашају природу. У времену када су умјетници били ослобођени проблема представљања стварности, почели су трагати за новим путевима изражавања. У тој потрази нових форми, неки су се окренули интроспекцији, док су други потражили нове вриједности концепата умјетничких форми из периода прије ренесансе. То су били идеали старогрчке умјетности, форме изражавање примитивних народа и стилске карактеристике средњовјековног периода. Прилике да се виде фотографије до тада непознатих ликовних стилова (оријентална умјетност и умјетност америчких Индијанаца) дале су основ за еволуцију нових тенденција.
Економске околности, многе од којих и данас дјелују на савремену умјетност, такође су одиграле значајну улогу у тражењу нових израза. У посљедња два и по стољећа умјетник је у положају зависности према богатим купцима његових дјела. Многи нису успјели да задрже своју маштовитост и самосталност те су се прилагодили нижим естетским критеријумума својих мецена, богатих аристократа и буржоазије. Други су се задовољили тиме што могу продати своја дјела рађена да задовоље укус њихових заштитника и да ласкају њиховој таштини. Међутим, они велики умјетници су и даље успјевали да одрже своју самосталност и избјегну умјетничку деградацију, слободно црпећи инспирацију из друштва око себе и из подручја универзалног значења.

### Неокласицизам
Нови принцип – заправо поновно откривање старих усмјерења у умјетности –, био је покушај да се умјетник ослободи економског притиска да ствара да задовољи купца. Реакција на ранији „заштитнички” облик умјетности уродила је стварањем званичних институција као што је Француска академија. Квалитете у умјетности је прокламовала Академија и они су били одређени правилима за постизање „правих” умјетничких дјела која су садржавале „високо моралне” поруке. Умјетници неокласицистичког покрета деветнаестог стољећа нису били толико против „меценаштва” као против класе људи који су били мецене у осамнаестом стољећу. Такви истакнути умјетници као Жак-Луј Давид и Жан Огист Енгр су само замијенили меценаштво француске аристократије за меценаштво Наполеонове државе и горње средње класе.

### Романтизам
Прва група умјетника која је потпуно одбацила било какву врсту патронаштва били су умјетници роматнизма. Њих се може сматрати првим модерним револуционарима у односу на интерес за умјетничко дјело као такво, без обзира какав значај оно може имати за мецену или посматрача. „Прави револуционарни стваралац зна да не мора тражити публику ако има нешто вриједно да каже и да ће се својим схватањима наметнути људима”, је гесло роматичара. Ово је постало једним од основних принципа умјетности нашег времена. Као резултат овог револта, умјетник је базирао свој израз на властитој инспирацији и ослањајући се на традицију; он је опет окренут према свијету људског искуства. Међутим у савременом свијету, умјетник је суочен са многим противрјечностима и као посљедица појављују се многе контрадикторности у његовом стваралаштву.
Најистакнутији умјетници групе романтичара су били: Ежен Делакроа из Француске, Франсиско Гоја из Шпаније, Џозеф Вилијам Тарнер из Енглеске и Алберт Пинкам Рајдел из Америке.

### Реализам и натурализам
Како је умјетност романтичара била реакција на псеудокласицистичке академске формуле неокласицизма, тако је и реализам био реакција на бијег у егзотику и литерарне тенденције умјетности романтичара. Стимулирани важношћу науке, а у жељи да избјегну да буду претенциозни, реалисти су настојали да прикажу свијет онаквим каквим га види обичан човјек. Иако су покушавали да избјегну чисти опис стварности, хтјели су да дају осјећај непосредности за коју су сматрали да недостаје идеализованим концептима романтичара и неокласициста. Слична група названа натуралистима, тежила је да превазиђе резултате реалиста. Њихова тежња да представе копију природе до најмањих детаља, била је вјероватно под утицајем резултата тек пронађеног фотографског апарата.
Представници реализма и натурализма у Француској су Гистав Курбе и Жан Франсоа Мије.

### Импресионизам
У покрету импресионизма с краја деветнаестог стољећа, наилазимо на схватања слична савременом гледању на умјетност; форма ликовног дјела (материјали и метода) је значајнија од значења предмета слике који узимају из природе. Док су претходни покрети тежили ка слободном одабирању предмета свога дјела, импресионисти допирносе новим приступом у сликарству. Ово је појачало умјетников интерес за лик његовог дјела у смислу форме, као што је некада био важан изглед природе. Импресионизам представља прелазни период између традиције и револуције у сликарству. Њихов традиционализам се огледа у жељи да представе природу у њеном најкарактеристичнијем виду, а револуционарни став се види кроз нови начин представљања нарочито услова свјетла и атмосфере.
Интересовање импресиониста за илузију свјетла и атмосфере захтјевало је интензивно студирање научних теорија о боји и утицају свјетла на локалну боју објеката. Импресионисти користе принцип комплементарних боја у својим дјелима постављајући их једне поред других на површини композицији слике. Сјене су приказивали комплементарном бојом локалној боји објекта. Да би на својим платнима постигли трептећи ефекат свјетла, поново су оживили стару технику таш-сликања, технику сликања у мрљама у којој се пигмент на платно наноси у мрљама које одбијају свјетло. Овај метод сликања пронашли су венецијански сликари 16. вијека, а може се срести у дјелима Тицијана, а касније и у дјелима Халса, Гоје и Констебла. Импресионисти су користили овај метод на нов начин употребљавајући комплементарне боје мрља пигмента; када се тако сликано дјело посматра из удаљености ове одвојене боје дају утисак као да је ријеч о једном непрекидном тону боје или уједначено обојеној површини.
Проблем локалне боје предмета је постао веома битан за импресионисте, јер је њихов циљ био да ухвате пролазне ефекте сунчеве свјетлости и сјене или боју било којих других временских услова. Пејзаж је такође постао омиљени предмет импресионистичког сликарства због варијације локалних боја под атмосферским и временским утицајима. Традиционалне методе умјетничке интерпретације су претрпиле још једну промјену када су импресионисти открили фасцинантну могућност неочекиваних углова посматрања објеката. Фотографски снимак природне сцене често се разликовао од уобичајених аранжмана на које су се умјетници до тада навикли. Оваквом виду посматрања допринос су дале и оријенталне (јапанске) графике које су се у то доба по први пут појавиле у Француској. Ове графике су неријетко биле резане и скраћиване ради лакшег транспортовања у Европу и многе су због те необичне окрњености умјетницима са запада изгледале као да су одувјек такве и биле.
Било је недостатака у теорији импресиониста због којих су се неки умјетници издвојили и кренули властитим путем. Једна од главних замјерки импресионизму је било прихватање и истицање илузије површине науштрб чврстоће структуралне форме композиције. Други недостатак се односио на спољашње освјетљење које је имало утицаја на умјетниково гледање на боју; будући да је већина стварала на отвореном небу (плен-ер) при јакој сунчевој свјетлости било је тешко одупријети се инстинктивној употреби сирове зелене и веће количине жуте.
Истакнути умјетници импресионизма у Француској око 1870. године су: Клод Моне, Камиј Писаро, Огист Реноар, а понекад је с њима био у друштву и Едгар Дега.

### Постимпресионизам
Крајем деветнаестог стољећа умјетници који су се инспирисали импресионистичким теоријама почели су да одбацују многе принципе тог покрета. Назјначајнији умјетници међу њима су били: Пол Сезан, Пол Гоген и Винсент ван Гог; ова три пионира модерног сликарства су били зачетници најважнијих израза или праваца двадесетог вијека. Група је касније добила назив „постимпресионисти”, нејасан појам у значењу „они који слиједе иза импресиониста”. Овакав назив не описује далекосежне циљеве умјетника који су припадали овом покрету. Најважнији међу њиховим циљевима су били: 1) повратак структуралној организацији пиктуралне форме, 2) наглашавање декоративне организације у циљу јединства као и због занимљиве арабеске која настаје из тога, и 3) више или мање свјесно претјеривање изгледа природе ради представљања емоционалног односа према предмету сликања (дисторзија). Може се слободно рећи да Сезаново дјело представља први од ових циљева, Гогеново други, а ван Гогово трећи. Међутим, сваки од њих имао је у свом начину изржавања одређених примјеса наведених одлика остале двојице сликара. Ове сличности су биле разлог да их се сврста у једну групу, пошто се разликују од импресиониста, и будући да је сваки од њих самостално тежио ка своме циљу.
Сезан заузима доминантно мјесто у постимпресионистичком покрету. На начин који је био супротан случајној организацији и формама кратког даха импресиониста, он је гледао на умјетничко дјело у смислу међусобних односа цјелине и њених дјелова. Задржао је колористичке мрље импресиониста, али у његовом сликарству оне су постале блокови у изградњи физичке структуре композиције. Иако би га се прије могло назвати аналитичарем стварности него њеним преписивачем (као што су импресионисти и натуралисти), он иде даље од чистог анализирања. Стварност по њему није била објекат у природи од којег је он црпио своју инспирацију, него је представљала збир свих креативних закључака до којих је он дошао у свом дјелу. Сезан је реалност схватио не толико као израз који потиче од изгледа природе колико њеном трансформацијом насталом од стране умјетника. Стога, иако је Сезан почињао од природе (као што је било уобичајено) он је био први умјетник модерног доба који је сматрао да је пиктурална форма слике много важнија од форме природе.
У овом тражењу своје властите „реалности” Сезан је гледао испод површине, у срж предмета, тражећи универзалну или непромјењљиву суштину. Једном је писао своме пријатељу, да је открио да се сви природни облици могу свести на једноставне геометријске форме као што су купе, лопте и коцке. Суштина ових геометријских облика изгледала је Сезану сталнијом него лице природе подложно промјенама. Ради интелектуалног процеса укљученог у реализацију ових форми, он се сматра класичарем по духу, али и поред тога он је постао претходник кубизма као и осталих интелектуализованих апстрактних форми двадесетог вијека.
Као супротност архитектонском карактеру Сезанових форми, сликарство Пола Гогена показује откриће живог, симболичког свијета представљеног декоративним аранжманом композиције. Његово сликарство свој посебан карактер дугује средњовјековним фрескама, мозаицима, и емајлу. Иако су његова инспирација били примитивни народи јужних мора, његова дјела увијек показују извјесну рафинираност типичну за европску умјетност. Та љупкост је стално присутна у његовом сликарству и даје му квалитет који подсјећа на слике старих мајстора упркос „варварским” бојама и доста слободном цртежу који истиче симболички карактер његовог израза. Декоративни стил каснијих француских фовиста почетком двадесетог вијека, заснива се на Гогеновом сликарству.
Сликарство Винсента ван Гога, трећег пионира постимпресионизма, представља почетак новог, снажног и субјективног израза који налазимо у многим облицима савременог сликарства. Карактер експресионизма на почетку двадестог вијека, много дугује жестоким потезима његове четкице и драматичним дисторзијама боја и форми, увођење фактуре, односно пастуозног намаза боје за опис форме, скоро рељефног карактера, које по први пут у историји налазимо у дјелима ван Гога.
Други истакнути постимпресионисти су Жорж-Пјер Сера, Пол Сињак...

## Модернизам
Преиспитивање умјетничких приниципа започето посљедњих деценија 19. вијека, имало је одлучујући утицај на стварање критичког духа својственог умјетности прве половине двадесетог вијека. Ова естетска револуција, прозвана авангардом, је собом донијела велики број умјетничких стилова и покрета, у већини случајева кратког даха и усредсређених на истраживање нових праваца и иновативних ликовних принципа. Најистакнутији сликарски покрети двадесетог вијека, између осталих, су били: фовизам, експресионизам, кубизам, футуризам, конструктивизам, неопластицизам, дадаизам, надреализам, апстрактни експресионизам и поп-арт.

### Општа
- Helen Gardner, Gardner’s Art Through the Ages, 8th ed., (1986);
- H.W. Janson, History of Art, 3rd ed., проширио и допунио Anthony F. Janson (1986);
- Janson, H. W. (1975). Istorija umetnosti – Pregled razvoja likovnih umetnosti od praistorije do danas (Umetnost). Beograd, Jugoslavija: Prosveta.
- David M. Robb and J.J. Garrison, Art in the Western World, 4th ed. (1963).
- Encyclopedia of World Art, 16 том. (1959–83);
- Ulrich Thieme и Felix Becker (eds.), Allgemeines Lexikon der bildenden Künstler von der Antike bis zur Gegenwart, 37 том. (1907–50, прештампано 1970–71);
- McGraw-Hill Dictionary of Art, уредник Bernard S. Myers, 5 том. (1969);
- Harold Osborne (ed.), The Oxford Companion to Art (1970, прештампано 1984);
- Velflin, Hajnrih (2004). Razmatranja o istoriji umetnosti. Novi Sad: Izdavačka knjižara Zorana Stojanovića. ISBN 86-7543-087-6.

### Праисторија
- Walter Torbrugge, Prehistoric European Art (1968)
- Spyridon Marinatos, Crete and Mycenae (1960)
- Sir Arthur Evans, The Palace of Minos: A Comparative Account of the Successive Stages of the Early Cretan Civilization as Illustrated by the Discoveries at Knossos, 4 vol. in 6 (1921–35, прештампано 1964. године)